# Doug Polen
Doug Polen (Detroit, Michigan, Estados Unidos, 2 de septiembre de 1960) es un ex-piloto de motociclismo estadounidense. Corrió con éxito en el AMA Superbike, en las Superbikes japonesas, en el Campeonato Mundial de Superbikes y el Campeonato Mundial de Motociclismo de Resistencia.

## Resultados

### Campeonato Mundial de Motociclismo de Resistencia

#### Carreras Por Año
| Temp. | Moto   | 1     | 2     | 3     | 4     | 5     | Pos. | Pts. |
| ----- | ------ | ----- | ----- | ----- | ----- | ----- | ---- | ---- |
| 1996  | Suzuki | LMS   | ASS   | LIE 2 | SUZ 9 | BDO 2 | 11.º | 87   |
| 1997  | Suzuki | LMS 1 | LIE 1 | SUZ 5 | BDO 5 |       | 1.º  | 133  |
| 1998  | Honda  | LMS 4 | LIE 1 | SUZ   | BDO 3 |       | 1.º  | 108  |

### Campeonato Mundial de Motociclismo

#### Carreras por año
(Carreras en negrita indica pole position, carreras en cursiva indica vuelta rápida)
| Año  | Clase | Moto   | 1       | 2   | 3   | 4   | 5   | 6   | 7   | 8   | 9   | 10  | 11  | 12  | 13  | 14  | 15  | Pos | Pts |
| ---- | ----- | ------ | ------- | --- | --- | --- | --- | --- | --- | --- | --- | --- | --- | --- | --- | --- | --- | --- | --- |
| 1989 | 500cc | Suzuki | JPN Ret | AUS | USA | SPA | NAT | GER | AUT | YUG | NED | BEL | FRA | GBR | SWE | CZE | BRA | NC  | 0   |

### Campeonato Mundial de Superbikes

#### Carreras por año
(Carreras en negrita indica pole position, carreras en cursiva indica vuelta rápida)
| Año  | Marca  | 1      | 1       | 2      | 2       | 3      | 3      | 4     | 4     | 5       | 5     | 6       | 6       | 7      | 7      | 8      | 8       | 9      | 9     | 10     | 10      | 11     | 11     | 12    | 12    | 13    | 13    | Pos. | Pts. |
| Año  | Marca  | R1     | R2      | R1     | R2      | R1     | R2     | R1    | R2    | R1      | R2    | R1      | R2      | R1     | R2     | R1     | R2      | R1     | R2    | R1     | R2      | R1     | R2     | R1    | R2    | R1    | R2    | Pos. | Pts. |
| ---- | ------ | ------ | ------- | ------ | ------- | ------ | ------ | ----- | ----- | ------- | ----- | ------- | ------- | ------ | ------ | ------ | ------- | ------ | ----- | ------ | ------- | ------ | ------ | ----- | ----- | ----- | ----- | ---- | ---- |
| 1988 | Suzuki | GBR EX | GBR EX  | HUN    | HUN     | GER    | GER    | AUT   | AUT   | JPN     | JPN   | FRA     | FRA     | POR    | POR    | AUS    | AUS     | NZL    | NZL   |        |         |        |        |       |       |       |       | NC   | 0    |
| 1989 | Suzuki | GBR    | GBR     | HUN    | HUN     | CAN    | CAN    | USA   | USA   | AUT     | AUT   | FRA     | FRA     | JPN 1  | JPN 4  | GER    | GER     | ITA    | ITA   | AUS    | AUS     | NZL    | NZL    |       |       |       |       | 21.º | 33   |
| 1990 | Suzuki | SPA    | SPA     | GBR    | GBR     | HUN    | HUN    | GER   | GER   | CAN     | CAN   | USA     | USA     | AUT    | AUT    | JPN 8  | JPN DNS | FRA    | FRA   | ITA    | ITA     | MAL    | MAL    | AUS   | AUS   | NZL   | NZL   | 48.º | 8    |
| 1991 | Ducati | GBR 1  | GBR Ret | SPA 1  | SPA 1   | CAN    | CAN    | USA 1 | USA 1 | AUT 2   | AUT 1 | SMR 1   | SMR 1   | SWE 1  | SWE 1  | JPN 1  | JPN 1   | MAL 4  | MAL 5 | GER 1  | GER 2   | FRA 1  | FRA 1  | ITA 1 | ITA 2 | AUS 2 | AUS 1 | 1.º  | 432  |
| 1992 | Ducati | SPA 2  | SPA 6   | GBR 6  | GBR 4   | GER 1  | GER 1  | BEL 5 | BEL 1 | SPA Ret | SPA 1 | AUT 3   | AUT 5   | ITA 2  | ITA 3  | MAL 8  | MAL 1   | JPN 1  | JPN 1 | NED 1  | NED Ret | ITA 10 | ITA 5  | AUS 2 | AUS 4 | NZL 1 | NZL 2 | 1.º  | 371  |
| 1994 | Honda  | GBR 9  | GBR 7   | GER 5  | GER 3   | ITA 12 | ITA 15 | SPA 6 | SPA 7 | AUT 3   | AUT 3 | INA 4   | INA 6   | JPN 10 | JPN 16 | NED 11 | NED Ret | SMR 11 | SMR 7 | EUR 12 | EUR Ret | AUS 11 | AUS 11 |       |       |       |       | 4.º  | 158  |
| 1995 | Honda  | GER    | GER     | SMR 17 | SMR Ret | GBR    | GBR    | ITA   | ITA   | SPA     | SPA   | AUT Ret | AUT Ret | USA    | USA    | EUR    | EUR     | JPN    | JPN   | NED    | NED     | INA    | INA    | AUS   | AUS   |       |       | NC   | 0    |